# William Edward Kilburn

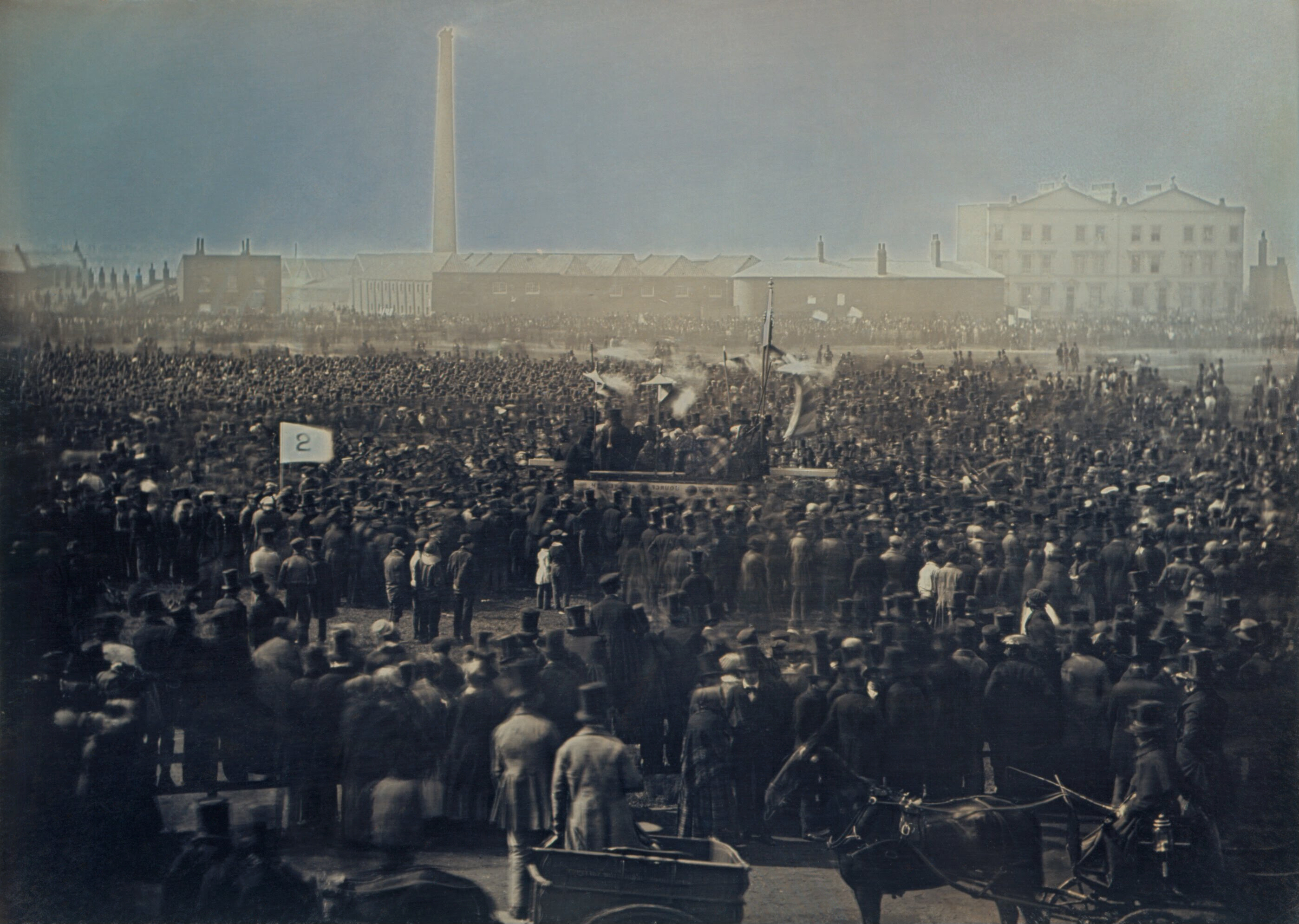
Velký meeting Chartistů, Kennington Common, Londýn 1848

William Edward Kilburn (1818 – 1891) byl anglický dvorní fotograf, známý svými fotografiemi britské královské rodiny.

## Biografie
Narodil se v roce 1818 v Londýně.
Dne 10. dubna 1848 fotografoval velký meeting Chartistů v Kennington Common a byla to jedna z prvních fotografií velké davové scény. Fotografie události ocenil princ Albert, který jmenoval Kilburna dvorním fotografem "Photographist to Her Majesty and His Royal Highness Prince Albert".
Kilburn dělal první daguerotypové portréty královny Viktorie a její rodiny v dubnu 1847.
Kilburnovo studio, kde vyráběl své daguerrotypie, bylo na adrese Regent Street 234.
Zemřel v roce 1891.
Kilburnova fotografie setkání Kenningtonských Chartistů byla znovu objevena v Britské královské sbírce v 80. letech 20. století poté, co byla považována za ztracenou.

## Galerie

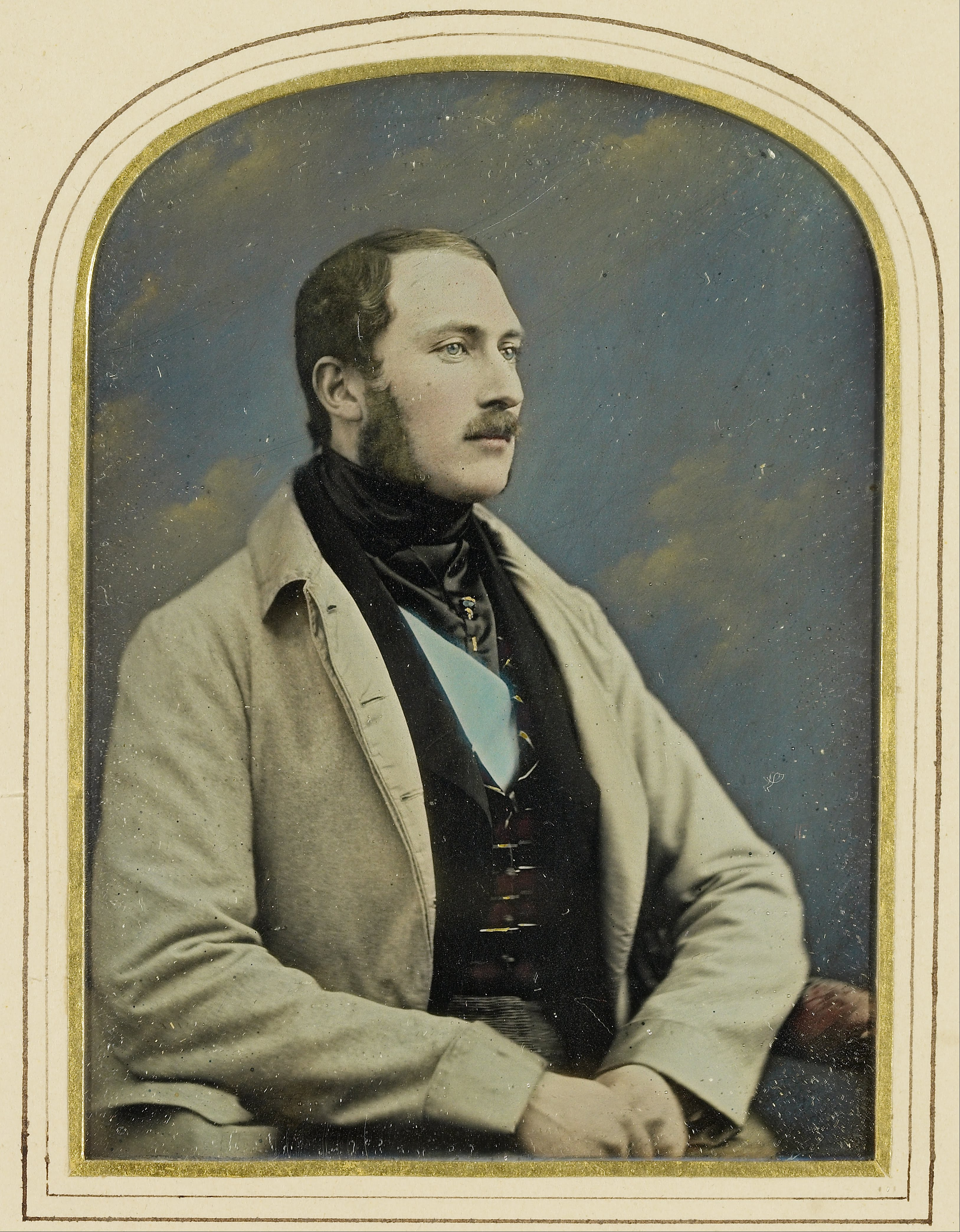
Princ Albert, 1848
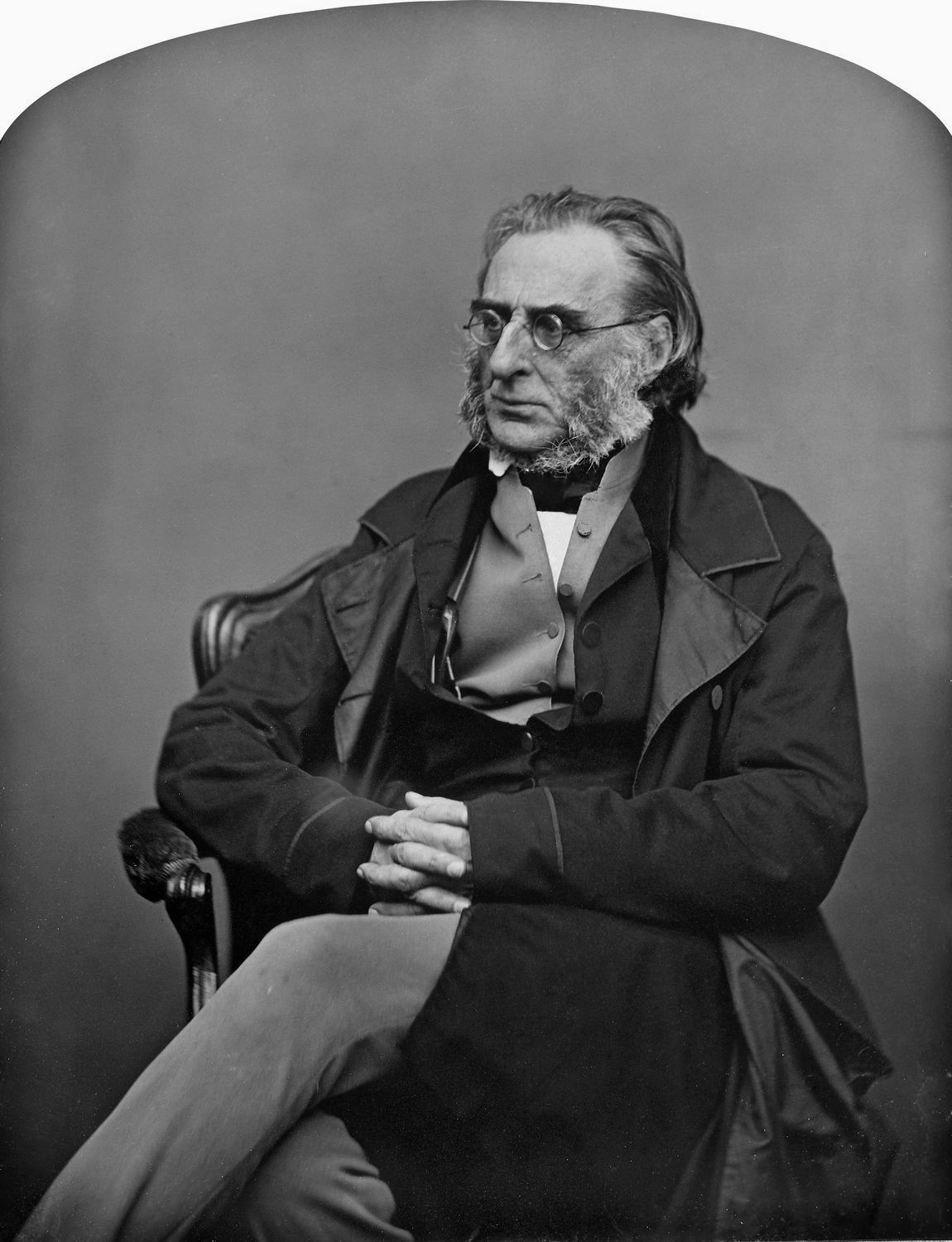
Charles James Napier, 1849
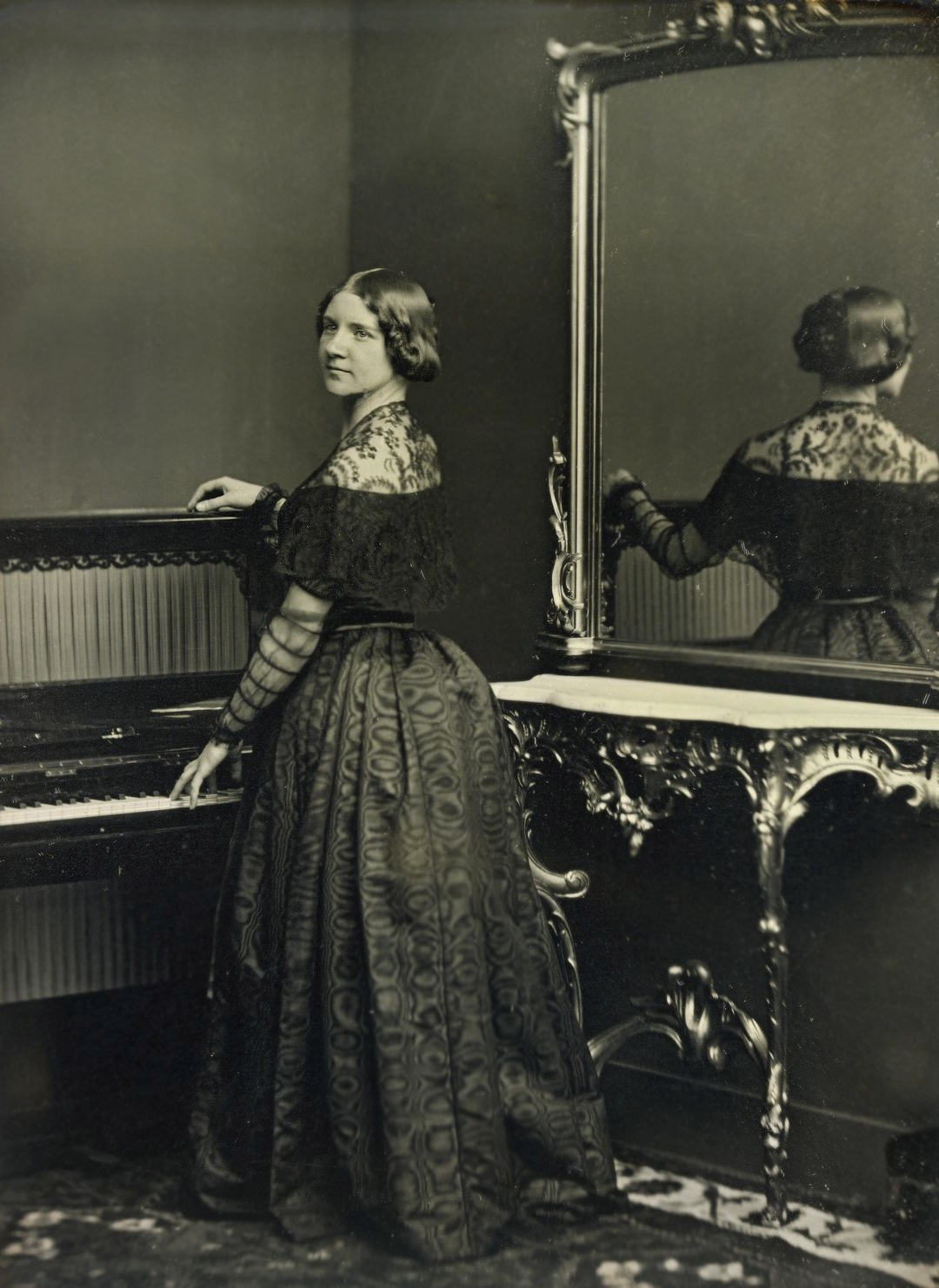
Jenny Lind u piana, 1848
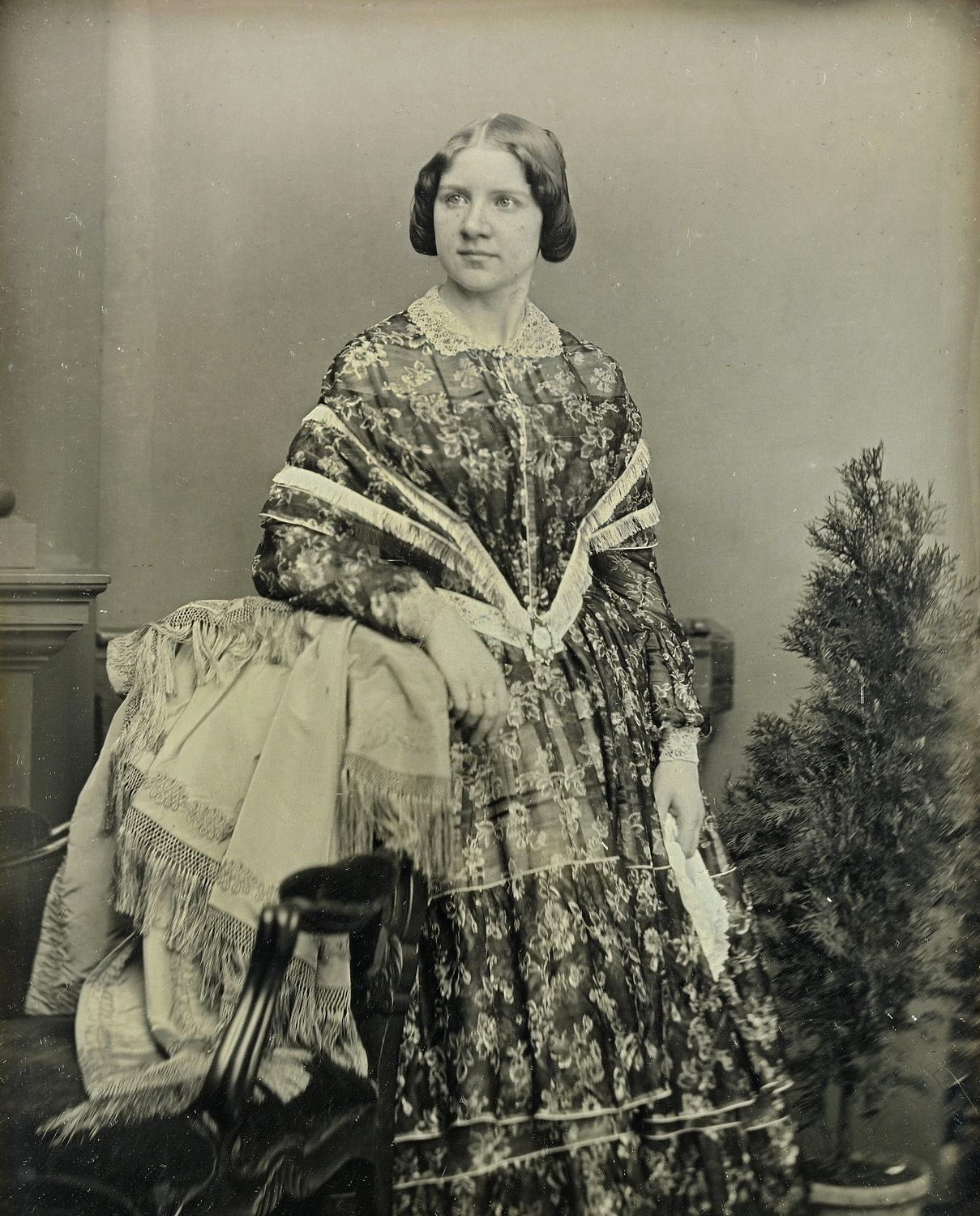
Jenny Lind, 1848